# Paweł Popiel (1870–1936)
Paweł Chościak Popiel herbu Sulima (ur. 25 lutego 1870 w Ruszczy k. Krakowa, zm. 23 czerwca 1936 w Kurozwękach) – polski hipolog, pisarz, ziemianin.
Ukończył w 1887 gimnazjum im. Jana III Sobieskiego w Krakowie, studiował prawo na Uniwersytecie Jagiellońskim w Krakowie oraz w Bonn. Po ojcu Marcinie odziedziczył dobra kurozwęckie liczące 4931 morg (w tym 3087 lasu), które powiększył o folwark Kotuszów nabyty od Macieja Radziwiłła. Prowadził w Kurozwękach przejętą po ojcu niewielką hodowlę koni pełnej i półkrwi. Opracowywał monografie stad, publikował wiele artykułów, sprawozdań i wspomnień w czasopismach polskich i zagranicznych, będąc autorytetem w dziedzinie teorii i hipologicznej erudycji.
Wraz z żoną odrestaurował i unowocześnił (oświetlenie elektryczne, centralne ogrzewanie, sieć wodno-kanalizacyjna) pałac w Kurozwękach, który był ośrodkiem życia społeczno-kulturalnego i religijnego.

## Życie prywatne
Wnuk Pawła Popiela, syn Marcina Chościaka Popiela i Natalii Gołąbek-Jezierskiej herbu Prus.
5 lipca 1897 poślubił w kościele parafialnym w Brodnicy Marię z Mańkowskich herbu Zaremba córkę Wacława i Antoniny z Chłapowskich. Miał dwóch synów: Marcina i Stanisława oraz trzy córki: Marię żonę Krzysztofa Mikołaja Radziwiłła, Zofię i Jadwigę.
Zmarł na gruźlicę gardła, został pochowany w kaplicy rodzinnej Popielów przy kościele w Kurozwękach.

## Publikacje
- 2918 kilometrów na koniu. Wycieczka sportowo-krajoznawcza w dorzeczu Wisły, Sanu, Bugu, Wieprza, Skawy, Styru, Nidy, Prosny, Warty, Brdy, Noteci i Pilicy (1933)
- Monografia stadniny w Dzikowie (1935)